# Вооружённый конфликт в Перу
Вооружённый конфли́кт в Перу́ начался в 1980 году и продолжается до настоящего времени. Многие считали, что противостояние фактически закончилось к 2000 году, но в 2014 году начались новые столкновения между перуанской армией и партизанами. Противостоящими силами являются правительственные войска и правые формирования Сельские патрули, с одной стороны, и группировки Коммунистическая партия Перу — Сияющий путь и Революционное движение имени Тупака Амару, с другой.
По приближённым оценкам, в результате конфликта погибло около 70 000 человек. Большая часть погибших — это рядовые граждане, которых убивали представители обеих сторон, что делает данный конфликт наиболее кровавым за всю историю Перу со времён колонизации страны Европейцами. Это третий по продолжительности конфликт в Латинской Америке. Первым считается Гражданская война в Колумбии, а вторым — Гражданская война в Гватемале.

## Ситуация в стране
Несмотря на продолжительную историческую стабильность в Перу сменился ряд авторитарных и демократических правительств. Генерал Хуан Веласко Альварадо осуществил удачный военный переворот в 1968 году и руководил правительством до 1975 года. Франсиско Моралес Бермудес смог стать новым президентом Перу в 1975 году и провёл выборы в 1980.

## Взлёт партии «Сияющий Путь»
В то время как правительства Веласкоса и Моралеса находились у власти, в университете Сан Кристобаль де Уаманга в регионе Аякучо была организована Коммунистическая Партия Перу — «Сияющий путь», которая придерживалась позиций маоизма. Председателем стал Абимаэль Гусман, коммунист и профессор философии в университете Сан Кристобаль де Уаманга. Гусмана вдохновила Культурная революция в Китае, которую он наблюдал лично, находясь там в поездке. Члены новой партии охотно участвовали в уличных стычках с представителями других политических движений; рисовали граффити, изображающие «вооруженное сопротивление» против правительства Перу.

## Вспышка насилия
Когда руководившая Перу военная диктатура впервые за десятки лет в 1980 году согласилась провести выборы, «Сияющий путь» была одной из немногих левых партий, которые отказались принять в них участие. Вместо этого партия решила начать партизанскую войну в горных районах провинции Аякучо против государственной власти. 17 мая 1980 года, в преддверии президентских выборов, представители «Сияющего пути» сожгли избирательные урны в городе Чусчи в провинции Аякучо. Эти действия были расценены как «первый террористический акт», совершённый партией. Однако виновные были быстро пойманы, дополнительные урны вместо сгоревших были привезены на участки. Выборы прошли без каких-либо дальнейших инцидентов, при этом данный акт не получил почти никакого внимания со стороны прессы Перу.
«Сияющий путь» предпочитал вести партизанскую войну в стиле, которому учил Мао Цзэдун. Создавались специальные «партизанские зоны», в которых участники подполья могли свободно вести свою деятельность. Следующим шагом они заставляли силы правительственных войск покинуть данный район и создавали так называемую «освобождённую зону». Далее партия использовала эти «освобождённые зоны» для того, чтобы повторить описанные выше действия в пограничных областях. При использовании такой тактики война должна была закончится, когда вся страна станет одной большой «освобождённой зоной». «Сияющий путь» также взял на вооружение идею Мао о том, что партизанская война должна вестись преимущественно в сельской местности и мало-помалу захлёстывать города.
3 декабря 1982 года партия «Сияющий путь» официально создала «Народную партизанскую армию», своё вооружённое подразделение.
В 2018 году «Сияющий путь» был реструктурирован в Военизированную Коммунистическую партию Перу.

## Революционное движение имени Тупака Амару

Флаг движения

В 1982 году Революционное движение имени Тупака Амару (MRTA) начало свою собственную партизанскую войну против перуанского правительства. Отряды формировались из остатков участников Левого Революционного Движения в Перу. Формирование ассоциировалось с партизанскими движениями Фиделя Кастро в других частях Латинской Америки. MRTA в большей степени использовало методы характерные для левых организаций Латинской Америки, чем для партии «Сияющий путь». Например, MRTA носило форму и утверждало, что борется за истинную демократию. Оно так же указывало и жаловалось на нарушение прав человека правительством. Тогда как «Сияющий путь» не носила никакой формы и не имела почти никаких интересов в борьбе за демократию и права человека.
Во время вооружённого конфликта MRTA и «Сияющий путь» объединились, чтобы вести войну вместе. MRTA играло не настолько значительную роль во всём конфликте. Комиссия по восстановлению правды и согласия постановила, что MRTA ответственно за 1,5 % смертей за всё время войны. Главы комиссии вообще полагали, что MRTA состоит всего из пары сотен участников.

## Правительственный ответ
Постепенно «Сияющий путь» стала совершать всё больше и больше нападений на подразделения Национальной Полиции Перу. Правительство, находившееся в Лиме, не могло более терпеть нарастающий кризис в Андах.
В 1981 году Фернандо Белаунде Терри провозгласил Чрезвычайное положение и потребовал от Вооружённых сил Перу начать борьбу против «Сияющего пути». Конституционные права были временно приостановлены (сроком на 60 дней) в 5 провинциях: Уаманга, Уанта, Кангальо, Ла Мар и Виктор Фахардо. Позднее, Вооружённые силы создали «Аякучскую Чрезвычайную Зону», в которой права военных были выше прав гражданского населения и, в которой конституционные права были временно приостановлены. Военные применяло силу и насилие в местах, где имели политический контроль. Стоит упомянуть хотя бы печально известную Аккомаркскую резню, когда множество крестьян было зарезано представителями вооружённых сил. Специально натренированный инструкторами из США контр-террористический батальон под названием «Sinchis», был широко известен в 1980-е годы своим нарушением прав человека на территории Перу.

## Правление Альберто Фухимори (1990—2000)
Захват японского посольства в Лиме террористами Революционного движения имени Тупака Амару 17 декабря 1996 года. Заложники были освобождены 22 апреля 1997 в результате штурма посольства спецназом.

## Повторение событий в 21 веке

### 2002 год
20 марта в одной из машин, стоящих возле молла «El Polo» в одном из высокого класса районов Лимы, сработало взрывное устройство. Стоит добавить, что взрыв произошёл недалеко от Американского посольства.

### 2003 год
9 июня представители партии «Сияющий путь» атаковали одно из селений в Аякучо. Так же ими были захвачены заложники: 68 сотрудников Аргентинской Компании Techint и 3 сотрудника местной полиции. Компания работала над Camisea Gas Project, который должен был реализовать идею транспортировки природного газа из Куско в Лиму. По некоторым источникам из Министерства Внутренних Дел Перу, захватчики потребовали порядочный выкуп в обмен на освобождение заложников. Двумя днями позже, в результате военной операции, захватчики оставили заложников и скрылись. Хотя по слухам, компания, в которой работали пленные, заплатила выкуп.

### 2006 год
13 октября Абимаэль Гусман был приговорён к пожизненному заключению по обвинению в терроризме.

### 2007 год
22 мая полиция арестовала 2 членов партии «Сияющий путь» в городе Чуркампа провинции Уанкавелика.
27 мая партия «Сияющий путь» праздновала 27 годовщину своей первой атаки против Перуанского правительства. В честь этого в супермаркете в южном перуанском городке Хульяка была взорвана бомба. В результате взрыва погибло 6 человек и ещё 48 были ранены. По заявлениям экспертов, бомба была изготовлена на дому, а сдетонировала в рюкзаке.
20 сентября полиция арестовала 3 повстанцев из организации «Сияющий путь» в городе Уанкайо провинции Хунин.

### 2008 год
25 марта повстанцы из «Сияющего пути» убили одного полицейского и ранили ещё 11, в то время как те совершали патрулирование.
15 октября военное крыло «Сияющего пути» атаковало армейский патруль, при этом, убив 2 и ранив 5 служащих.
20 октября группа в размере от 30 до 50 человек из той же самой партии проникла в лагерь разбитый компанией Doe Run. После произнесения короткой пропагандистской речи, они забрали все средства связи и скрылись.
Так же в октябре в провинции Уанкавелика в столкновении погибли 12 солдат и от 2 до 7 гражданских лиц. Этой акцией представители партии хотели продемонстрировать свою готовность к решительным действиям.

### 2009 год
9 апреля члены «Сияющего пути» устроили засаду и убили 13 перуанских военных в долинах рек Апуримак и Эне в Аякучо.
26 августа двое солдат были убиты в двух разных происшествиях в провинции Уанкайо.
2 сентября ополченцы «Сияющего пути» сбили вертолёт MI-17 Перуанских воздушных сил.

### 2012 год
12 февраля Товарищ Артемио был пойман совместными силами Армии Перу и Полиции. Президент заявил, что теперь он готов на решительные меры против «Сияющего пути».
14 апреля повстанцами был убит пилот военного вертолёта, что привело к падению последнего. В этот день так же было захвачено около 40 заложников, и был потребован выкуп в 10 миллионов долларов. На спасательную операцию были направлены 1500 солдат.

### 2013 год
11 августа Перуанскими военными были убиты 3 членов «Сияющего пути», а также захвачен один из главарей — Товарищ Алипио.
8 ноября был снят со своего поста генерал Cesar Diaz, который руководил Центром специальных операций. Решение было принято после того, как 16 октября бомбардировка района, где находились террористы, привела к гибели 1 и ранению ещё 4 гражданских лиц.

### 2014 год
10 апреля власти арестовали 24 человека, которые занимались вербовкой новых членов для Сияющего пути.
18 июня во время спецоперации были убиты 3 и ранен ещё 1 член Сияющего пути.
5 октября повстанцы атаковали военный конвой и убили 2 полицейских и ранили ещё 5.
14 октября повстанцы устроили засаду и убили 1 и ранили 4 военных.
17 декабря военный гарнизон армии Перу успешно защитился от атаки членов «Сияющего пути».

### 2016 год
20 мая Один из лидеров группировки «Сияющий путь» убит в перестрелке между повстанцами и сотрудниками служб безопасности на северо-востоке страны.
По данным полиции, убитого звали Алехандро Ауки Лопес или «товарищ Алехандро». Перуанские спецслужбы охотились за ним более восьми лет. Лопес считался правой рукой Алехандро Борда, известного как «товарищ Алипио», который был убит полицейскими в 2013 году. К настоящему моменту «Сияющий путь» разбился на небольшие отряды, контролирующие, в основном, торговлю наркотиками. Тем не менее боевики-маоисты периодически демонстрируют способность к вооруженному сопротивлению, совершая нападения на военных и полицейских.